# Беневоленский, Алексей Павлович
Алексей Павлович Беневоленский (в наградном листе — Беневаленский; 1924—1980) — советский офицер-артиллерист, участник Великой Отечественной войны, Герой Советского Союза (18.11.1944). Лейтенант.

## Биография
Алексей Беневоленский родился 3 января 1924 года в Иркутске. Его мать, Анна Ивановна Беневоленская, более 35 лет была бессменным главным врачом 10-й больницы Новосибирска, а отец до Октябрьской революции был священником. В 1926 году вместе с семьёй переехал в Новосибирск, окончил там среднюю школу.
В марте 1941 года он был призван на службу в Рабоче-крестьянскую красную Армию. Сначала был направлен курсантом в 75-ю учебную эскадрилью ВВС Сибирского военного округа (г. Барабинск, Новосибирская область). В апреле 1941 года был переведён на учёбу в Омскую военную школу пилотов, но через год, в мае 1942 года, был переведён в артиллерийское училище. В декабре 1942 года окончил Сумское артиллерийское училище имени М. В. Фрунзе, действовавшее тогда в эвакуации в городе Ачинске Красноярского края. Короткое время служил командиром взвода в 1229-м гаубичном артиллерийском полку Приволжского военного округа. С апреля 1943 года — на фронтах Великой Отечественной войны. С 1943 по 1945 году лейтенант Алексей Беневоленский командовал огневым взводом батареи 558-го гаубичного артполка 35-й гаубичной артиллерийской бригады 15-й артиллерийской дивизии 3-го артиллерийского корпуса прорыва. В этом полку и корпусе воевал на Брянском, Ленинградском, 1-м Белорусском фронтах.
Отличился во время освобождения Карельского перешейка и Выборгской наступательной операции. В ночь с 14 на 15 июня 1944 года в районе деревни Кутерселькя Выборгского района Ленинградской области растянувшаяся на несколько километров колонна советских подразделений шла по выложенной из брёвен гати шириной в несколько метров. По болотам во фланги колонны вышли группы финских автоматчиков, а навстречу ей — несколько вражеских танков. По приказу Беневоленского бойцы двух огневых взводов вынесли на руках гаубицы из колонны и заняли позиции на фрагментах суши посреди болота. Огнём артиллерии разгром колонны удалось предотвратить. Под руководством Беневоленского бойцам удалось отбить несколько атак танковых подразделений войск противника. Когда во время одной из контратак финским автоматчикам удалось прорваться к орудиям, Беневоленский поднял взвод в атаку и отбросил врага в рукопашном бою. Всего бой продолжался два часа. Батарея подбила 8 танков, 3 САУ, 6 станковых пулемётов, много живой силы противника. Во взводе Беневоленского особо отличился также командир орудия старший сержант Борис Мамутин, который лично уничтожил 4 танка. В ходе боя Беневоленский получил ранение в ногу, но поля боя не покинул. Ещё до наступления рассвета артиллеристы продолжили движение вперёд.
Указом Президиума Верховного Совета СССР от 18 ноября 1944 года за «мужество и героизм, проявленные на фронте борьбы с немецко-фашистскими захватчиками» лейтенант Алексей Беневоленский был удостоен высокого звания Героя Советского Союза с вручением ордена Ленина и медали «Золотая Звезда» за номером 4951.
После взятия Выборга полк, в котором служил лейтенант Беневоленский, был переброшен на другой фронт. Войну он окончил в Берлине в должности командира артбатареи. Участвовал в Параде Победы. В июне 1946 года лейтенант Алексей Беневоленский был уволен в запас.
Вернулся в Новосибирск, где окончил курсы литейщиков. Работал технологом и диспетчером литейного цеха завода «Сибсельмаш». Умер 25 января 1980 года, похоронен на новосибирском Заельцовском кладбище.
Был также награждён орденом Отечественной войны 1-й степени (19.02.1944) и рядом медалей.
В память о Беневоленском на здании средней школы № 70 в Новосибирске, в которой он учился, установлена мемориальная доска.